# Junction City (Illinois)
Junction City és una població dels Estats Units a l'estat d'Illinois. Segons el cens del 2000 tenia 559 habitants.

## Demografia
Segons el cens del 2000, Junction City tenia 559 habitants, 207 habitatges, i 158 famílies. La densitat de població era de 317,4 habitants/km².
Dels 207 habitatges en un 45,4% hi vivien nens de menys de 18 anys, en un 58% hi vivien parelles casades, en un 13% dones solteres, i en un 23,2% no eren unitats familiars. En el 20,3% dels habitatges hi vivien persones soles l'11,6% de les quals corresponia a persones de 65 anys o més que vivien soles. El nombre mitjà de persones vivint en cada habitatge era de 2,7 i el nombre mitjà de persones que vivien en cada família era de 3,11.
Per edats la població es repartia de la següent manera: un 31,1% tenia menys de 18 anys, un 7,7% entre 18 i 24, un 28,6% entre 25 i 44, un 21,5% de 45 a 60 i un 11,1% 65 anys o més.
L'edat mediana era de 33 anys. Per cada 100 dones de 18 o més anys hi havia 93,5 homes.
La renda mediana per habitatge era de 33.500 $ i la renda mediana per família de 40.000 $. Els homes tenien una renda mediana de 31.538 $ mentre que les dones 21.719 $. La renda per capita de la població era de 14.114 $. Aproximadament el 10,9% de les famílies i el 9,9% de la població estaven per davall del llindar de pobresa.

## Poblacions més properes
El següent diagrama mostra les poblacions més properes.